# Tout est vrai (ou presque)
Pour les articles homonymes, voir Tout est vrai.
 (mai 2019).
Tout est vrai (ou presque) ((fast) Die ganze Wahrheit en allemand) est une émission animée humoristique créée en 2013 et réalisée par Udner (de son vrai nom Nicolas Rendu), et écrite par Udner et Vincent Brunner. Elle est diffusée occasionnellement sur Arte et disponible sur YouTube.

## Présentation
Chaque épisode présente un sujet (personne réelle, personnage inventé, société...) qui est détaillé en 3 minutes avec des objets de la vie quotidienne. Sur leur site, 119 vidéos sont répertoriées et un banc de montage fut créé pour que les internautes puissent réaliser leur propre épisode.
Une nouvelle saison de 40 épisodes a commencé à être diffusée en avril 2018 sur Arte.

## Liste des épisodes

### 2012: épisodes spéciaux
Épisodes spéciaux Summer of Rebels. Ces épisodes sont les premiers parus avant la mise en forme de saisons complètes :
- Lemmy Kilmister
- Nina Hagen
- JoeyStarr
- Jimi Hendrix
- William S. Burroughs
- Marilyn Manson
- Pete Doherty
- Éric Cantona
- James Dean
- Elvis Presley
- Le Rebelle, c'est vous

### 2013: saison 1[4]
- Gérard Depardieu
- Leonardo DiCaprio
- Steven Spielberg
- David Bowie
- Boris Vian
- Beyoncé
- Robert Downey Jr..
- Steve Jobs
- Silvio Berlusconi
- Keith Haring
- Karl Lagerfeld
- Björk
- Les Daft Punk
- Woody Allen
- Kim Dotcom
- Lars von Trier
- Vladimir Poutine
- Franck Ribéry
- Arnold Schwarzenegger
- Patti Smith
- Michel Houellebecq
- James Ellroy
- David et Victoria Beckam
- Superman
- J. R. R. Tolkien
- Barack Obama
- Catherine Deneuve
- Wong Kar Waï
- Banksy
- Brad Pitt
- Lady Gaga
- Salvador Dalí
- Jacques Chirac
- Madonna
- Yoko Ono
- Bruce Springsteen
- Tom Cruise
- Robert Crumb
- Eminem

### 2014-2015: saison 2[5]
- Zlatan Ibrahimović
- Godzilla
- Omar Sy
- Johnny Cash
- Marguerite Duras
- Kurt Cobain
- J. K. Rowling
- Serena et Venus Williams
- Vincent van Gogh
- Jean-Luc Godard
- Carla Bruni
- Bill Gates
- Aung San Suu Kyi
- Brigitte Bardot
- Johnny Depp
- Roger Federer - Rafael Nadal
- Iggy Pop
- Le Dalaï-Lama
- Clint Eastwood
- Mark Zuckerberg
- Kanye West
- Catherine Middleton
- Lionel Messi
- Sofia Coppola
- Bob Dylan
- Kim Il-sung - Kim Jong-il - Kim Jong-un
- Britney Spears
- Kraftwerk
- J. J. Abrams
- Monica Bellucci
- David Lynch
- Agatha Christie
- Usain Bolt
- Isabelle Huppert
- Mick Jagger
- Julian Assange
- Daniel Cohn-Bendit
- Lana Del Rey
- Yves Saint-Laurent
- Stanley Kubrick

### 2015-2016: saison 3[6]
- Stan Lee
- Sigmund Freud
- William Shakespeare
- Miley Cyrus
- Bob Marley
- Bruce Willis
- Quentin Tarantino
- Matthew McConaughey
- Xavier Dolan
- Luc Besson
- Jodie Foster
- Bill Murray
- Vivienne Westwood
- Cléopâtre
- Édith Piaf
- Batman
- Laure et Florent Manaudou
- Louis XIV
- Walt Disney
- Miyazaki
- Louis de Funès
- Google
- Céline Dion
- Hillary Clinton
- Pablo Picasso
- David Guetta
- Michel Platini
- Scarlett Johansson
- Les Monty Python
- Les Simpson
- Kate Moss
- Andy Warhol
- Frank Sinatra
- Jean-Claude Van Damme
- Paul McCartney
- Michael Jackson
- Sir Arthur Conan Doyle - Sherlock Holmes
- Marlene Dietrich
- Coco Chanel

Note : lors de la saison, l'épisode consacré à William Shakespeare a été diffusé en 2016 en 6 parties (faisant de cette saison la seule en 45 épisodes) :
1. Shakespeare (1.23)
2. Roméo & Juliette (2.55)
3. Falstaff (2.39)
4. Hamlet (2.47)
5. Le Roi Lear (2.30)
6. Othello (2.43)

### 2018: saison 4[7]
- Pamela Anderson
- Mario & Zelda
- Kim Kardashian
- Bruce Lee
- Prince
- Wonder Woman
- Lana et Lilly Wachowski
- Edward Snowden
- Metallica
- Amy Winehouse
- Ian Fleming & James Bond
- George Lucas
- Stephen King
- Marie Curie
- Neil Armstrong & Elon Musk
- Rihanna
- Élisabeth II
- Zinedine Zidane
- Jean-Paul Gaultier
- Hergé

### 2019: saison 5
- Marion Cotillard
- Freddie Mercury
- Johnny Hallyday
- Dita von Teese
- Alfred Hitchcock
- Billie Holiday
- Serge Gainsbourg
- Cate Blanchett
- Oprah Winfrey
- Jeff Koons
- Rosa Parks
- Robert Pattinson
- Charlie Chaplin
- Mata Hari
- Karl Lagerfeld
- Margaret Thatcher
- George Clooney
- Gun N'Roses
- Camille Claudel
- Joel et Ethan Coen
- Philip K. Dick

### 2022: saison 6 (en cours)
- Marilyn Monroe
- Colette
- Frida Khalo
- Françoise Dolto
- Pikachu
- Pedro Almodóvar
- Mozart
- Donald Trump
- Albert Einstein (et sa femme)
- Jeff Bezos
- Goethe
- Jeanne Moreau
- Michelle Obama
- Joséphine Baker
- Françoise Sagan
- Mary Shelley
- George Sand
- Isaac Asimov
- Albert Camus
- Tony Parker
- Stephen Hawking
- Drake
- Astérix et Obélix
- Jane Goodall
- Dalida
- Hannah Arendt
- Alain Delon
- Napoléon
- Victor Hugo
- Virginie Despentes
- Kristen Stewart
- Meryl Streep
- Greta Gerwig
- Jean-Michel Basquiat
- Jack Nicholson
- Nicolas Cage
- Pina Bausch
- Spiderman
- Teddy Riner